# Kosta Abrašević
Kosta Abrašević, tudi ~ Abraš, srbski pesnik makedonskega rodu, * 29. maj 1879, Ohrid, Osmansko cesarstvo, † 29. januar 1898, Šabac, Kraljevina Srbija.
Začetno ljubezensko poezijo je zažgal, ko se je pridružil srbskemu socialističnem gibanju. Poznejše pesmi so prežete z idejami socializma, prebujajočega se delavstva in rodoljubja, ki je bilo večinoma objavljeno posmrtno.